# Северна Азија
Северна Азија је субрегија Азије која обухвата делове Русије (азијски) и Монголије. Према неким дефиницијама Монголија не чини део северне Азије и обрнуто. Клима је поларна и субполарна (тајге и тундре).